# Констан, Кевин
Кеви́н Конста́н (фр. Kévin Constant; 15 мая 1987, Фрежюс) — франко-гвинейский футболист, защитник. Выступал за сборную Гвинеи.

## Карьера
Кевин Констан воспитанник клуба «Тулуза». С 2004 года он стал выступать за второй состав команды. Также в промежутке между 2006 и 2008 годами он провёл 4 игры за основной состав команды. В январе 2008 года, в статусе свободного агента, Констан перешёл в клуб «Шатору», подписав годичный контракт. В первом сезоне в команде он провёл 13 игр и забил 1 гол. А во втором стал твёрдым игроком стартового состава команды. Летом 2009 года футболист продлил контракт с клубом, за который выступал ещё полтора года. В сезоне 2009/10 Кевин провёл лучший сезон в составе команды, забив 10 голов и отдав 8 голевых передач. Всего за «Шатору» Констан провёл 79 игр и забил 15 голов.
Летом 2010 года, после неудачи с переходом в «Блэкберн Роверс», Констан был арендован итальянским клубом «Кьево» с возможностью выкупа трансфера игрока за 1 млн евро. 22 сентября он дебютировал в составе команды в игре с «Наполи», которая завершилась в пользу его команды 3:1.
1 июля 2011 года Констан перешёл в клуб «Дженоа». 21 сентября 2011 года он забил первый мяч за клуб, поразив ворота «Катании».
20 июня 2012 года Кевин перешёл в «Милан» на правах аренды. В течение сезона «Милан» полностью выкупил права на игрока. Изначально приобретенный как полузащитник, под руководством тренера Массимилиано Аллегри Констан освоил позицию левого защитника. В дебютном для себя сезоне за «россонери» вышел на поле 31 раз, 6 из них в Лиге чемпионов.
21 января 2020 года объявил о завершении карьеры.

## Международная карьера
Констан родился в семье француза и матери, имевшей гвинейское происхождение. Он первоначально выбрал своей командой Францию. Со сборной до 17 лет Констан в 2004 году играл на чемпионате Европы, в финале которого забил первый гол его команды, выигравшей турнир.
В 2007 году ему было предложено играть за Гвинею. В октябре он дебютировал в составе сборной в товарищеской игре с Сенегалом. Однако несколько месяцев футболист не мог выступать, пока ФИФА проверяла гвинейское происхождение его матери Из-за этого Кевин был вынужден пропустить Кубок Африки.